# Lijst van stuwmeren in Namibië
Dit is een lijst van stuwmeren in Namibië met de belangrijkste stuwmeren (water bestemd voor consumptie) in Namibië:
| Dam                  | District     | Rivier                    | Capaciteit (miljoen m³) |
| -------------------- | ------------ | ------------------------- | ----------------------- |
| Hardap               | Mariental    | Visrivier                 | 300,2                   |
| Naute                | Keetmanshoop | Löwenrivier               | 83,6                    |
| Swakoppoort          | Okahandja    | Swakop                    | 69,9                    |
| Von Bach             | Okahandja    | Swakop                    | 50,0                    |
| Omatako              | Otjiwarongo  | -                         | 45,1                    |
| Olushandja           | Omusati      | Calueque-Olushandjakanaal | 42,331                  |
| Omaruru Delta        | Omaruru      | Omaruru                   | 41,3                    |
| Oanob                | Rehoboth     | Oanob                     | 35,0                    |
| Otjivero Combination | Windhoek     | Nossob                    | 17,6                    |
| Driehuk              | Karasburg    | -                         | 15,5                    |
| Friedenau            | Windhoek     | -                         | 6,7                     |
| Omatjenne            | Otjiwarongo  | -                         | 5,0                     |
| Goreangab            | Windhoek     | -                         | 3,6                     |
| Avis                 | Windhoek     | Klein Windhoek            | 2,4                     |
| Tilda Viljoen        | Gobabis      | Nossob                    | 1,2                     |
| Bondelsdam           | Hardap       | -                         | 1,1                     |
| Daan Viljoen         | Gobabis      | Nossob                    | 0,5                     |